# Gościeszyn (województwo wielkopolskie)

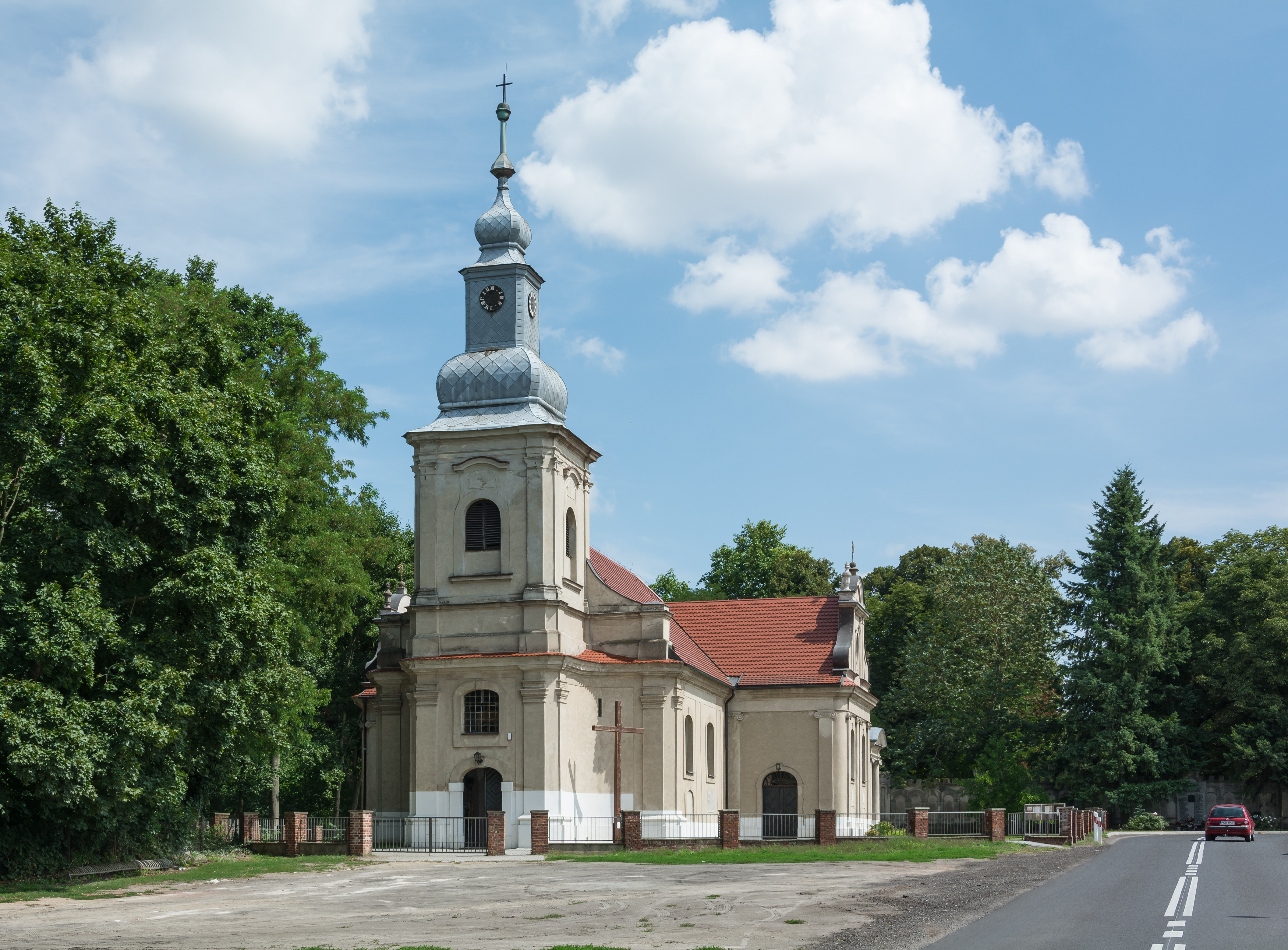
Kościół św. Stanisława Biskupa w Gościeszynie

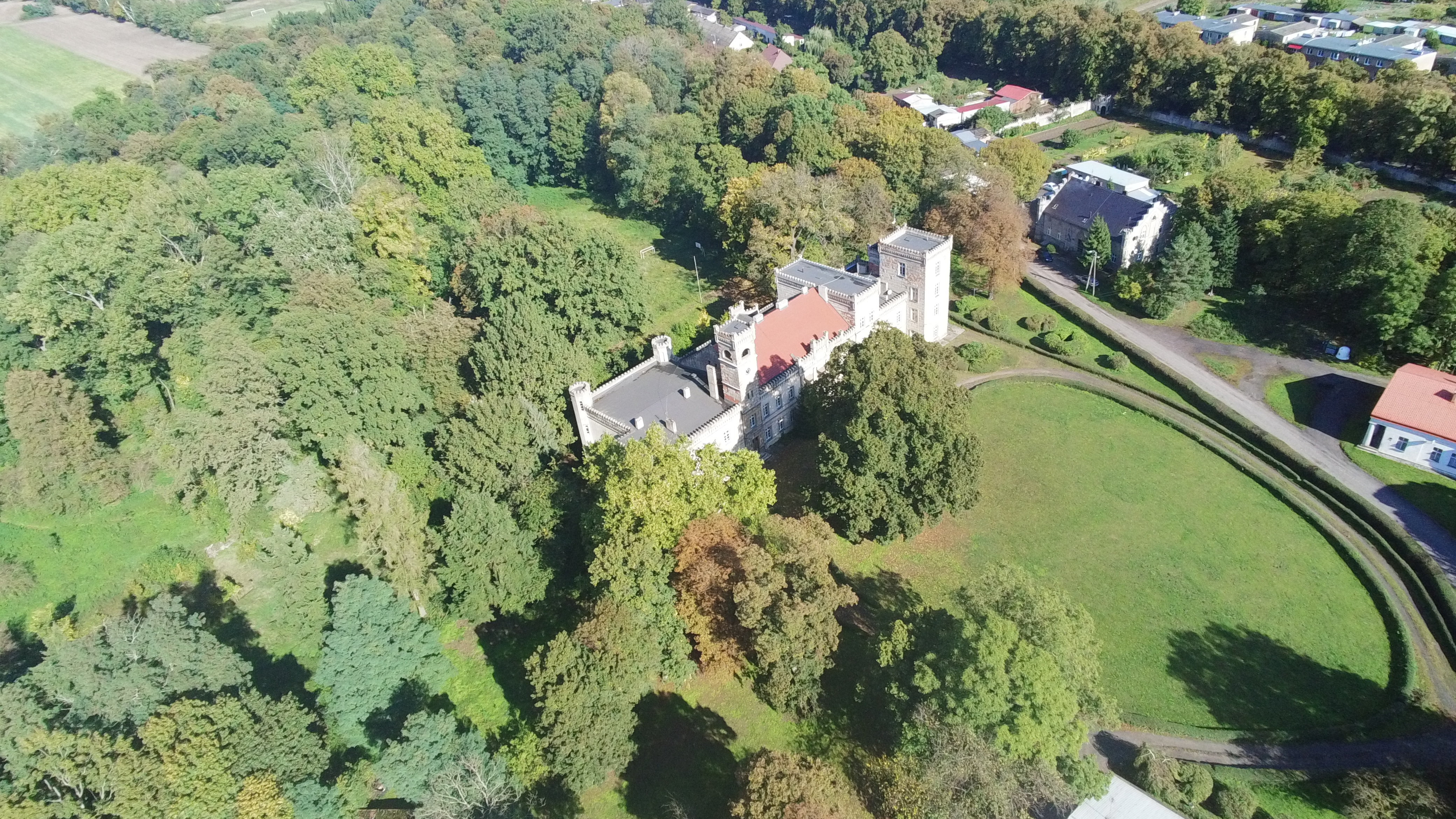
Pałac w Gościeszynie zdjęcie z lotu ptaka

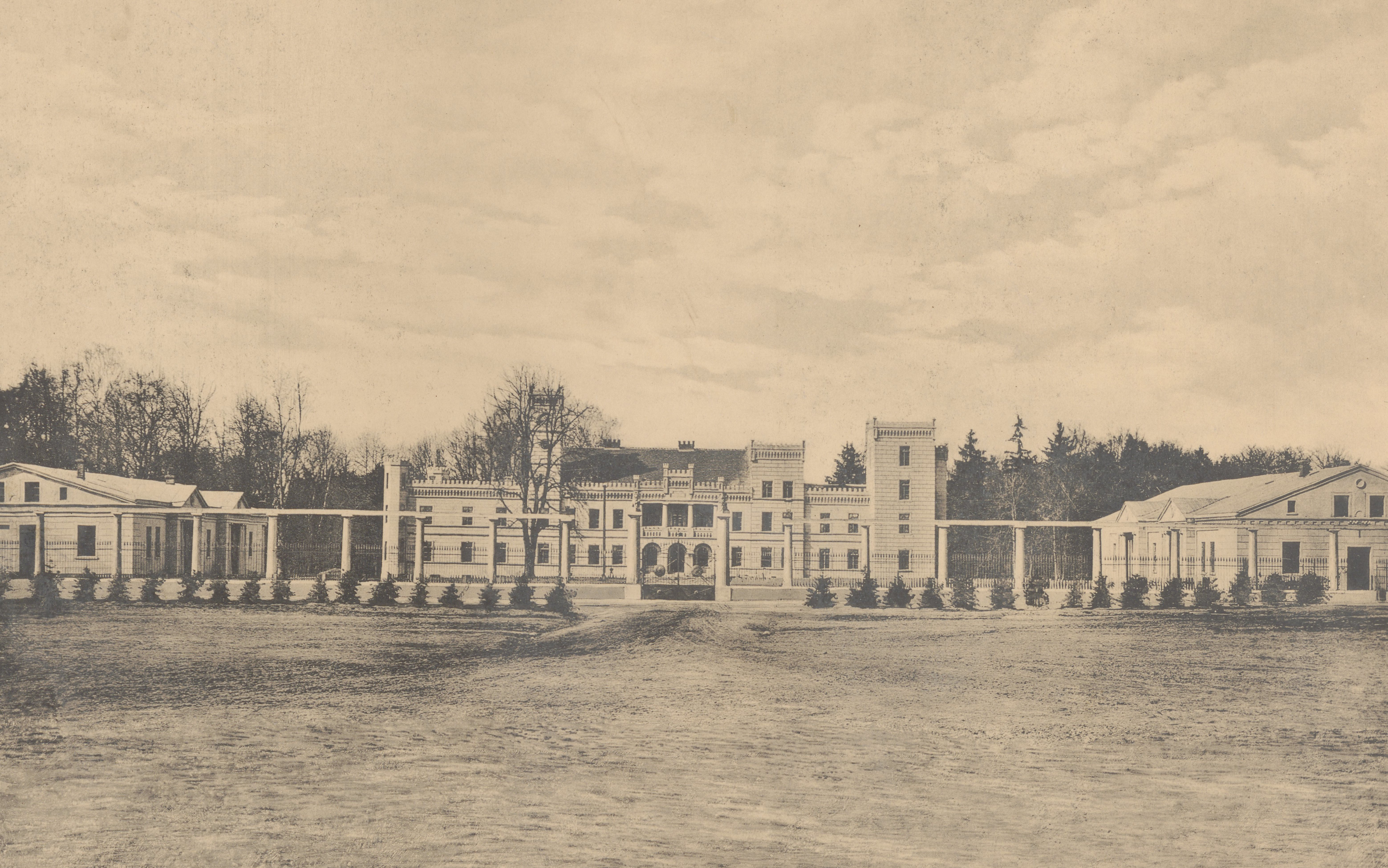
Widok pałacu przed 1912

Gościeszyn (pol. hist. Gościeszyno , niem. Goscieszyn) – wieś w Polsce położona w województwie wielkopolskim, w powiecie wolsztyńskim, w gminie Wolsztyn, 7 km na południowy wschód od siedziby gminy, przy szosie z Wolsztyna do Wielichowa, nad rzeczką Czartoria (prawym dopływem Obry).
Wieś Goscieszino położona była w 1581 roku w powiecie kościańskim województwa poznańskiego. W latach 1975–1998 miejscowość administracyjnie należała do województwa zielonogórskiego.

## Historia
Miejscowość pierwotnie związana była z Wielkopolską. Ma metrykę średniowieczną i istnieje co najmniej od początku XV wieku. Wymieniona w dokumencie z 1405 pod nazwą Gosczischino, 1419 Gosczesszyno, 1427 Gosczeschino, 1428 Gosczessyno, 1505 Gostizyn, 1510 Gosczyeschyno, 1530 Gosczesino, Goscziesino, 1559 Goscziessino, 1563 Goszczieszino, 1564 Gosczieschyno .
W XV wieku wieś leżała w powiecie kościańskim Zjednoczonego Królestwa Polskiego. Od 1405 była siedzibą własnej parafii. W 1510 przynależała do dekanatu Grodzisk .
Stanowiła prywatną posiadłość szlachecką należącą na przestrzeni dziejów do wielu polskich rodów: Rostarzewskich, Ossowskich, Żegockich, Radomickich, Malczewskich, Koczorowskich i Mielżyńskich .
Po raz pierwszy wymieniony w 1405 roku (Gosczischino), gdy wchodził jako własność Wojciecha Rostarzewskiego i jego syna Szczepana w skład dóbr rostarzewskich. W roku 1419 wieś należała do Dobrogosta Nałęcza z Kębłowa, a potem często zmieniała właścicieli. W 1507 Jan Nostwic daje Katarzynie Tuchorskiej żonie Mikołaja Ossowskiego wsie Rakoniewice i Gościeszyn w zamian za Smarzewo (obecnie Smardzewo) i Opalewo w ziemi świebodzińskiej oraz wypłacił jej 600 grzywien. W 1633 roku wieś kupił Maciej Żegocki (ojciec słynnego Krzysztofa Żegockiego). W pierwszej połowie XVIII wieku wieś była w rękach Radomickich. W latach (1655–1660) wieś została dotknięta zniszczeniami przez potop szwedzki. Słownik geograficzny Królestwa Polskiego podaje, że 2,5 km. na południe od miejscowości znajduje się szaniec szwedzki z tego okresu . 
W 1510 wieś wraz z folwarkiem pana Ossowskiego odnotowano w księgach podatkowych przy okazji poboru podatków. Miała wówczas 12,5 łanów osiadłych otoczonych przez lasy i łąki. Sołectwo miało powierzchnię 2 łanów, a sołtys Wojciech płacił z niego 6 wiardunków czynszu. W 1530 miał miejsce pobór z 2 łanów. W 1563 pobór z 4 łanów oraz od karczmy dorocznej. W 1581 odbył się pobór z 1 3/4 łana, 2 zagrodników oraz wiatraka dorocznego .
Około 1740 roku przeszła w posiadanie miecznika kaliskiego Macieja Skarbka Malczewskiego, który przypuszczalnie wzniósł tu pierwszą rezydencję i założył ogród ozdobny. Do końca XVIII wieku wieś leżała w Rzeczypospolitej Obojga Narodów.
Po rozbiorach Polski miejscowość znalazła się w zaborze pruskim. W okresie Wielkiego Księstwa Poznańskiego (1815-1848) miejscowość wzmiankowana jako Gościeszyn należała do wsi większych w ówczesnym powiecie babimojskim rejencji poznańskiej. Gościeszyn należał do rakoniewickiego okręgu policyjnego tego powiatu i stanowił siedzibę majątku Gościeszyn, który należał wówczas do Macieja Mielżyńskiego. Według spisu urzędowego z 1837 roku Gościeszyn liczył 239 mieszkańców, którzy zamieszkiwali 21 dymów (domostw).
W pierwszej połowie XIX wieku majątek przejęła rodzina Koczorowskich, a po nich – wskutek koligacji rodzinnych – Mielżyńscy z Iwna. Być może na początku stycznia 1832 roku gościł u Tertuliana Koczorowskiego Adam Mickiewicz. We wrześniu 1847 roku w majątku u Macieja Mielżyńskiego bawił poeta Wincenty Pol, a w roku 1850, przez kilka miesięcy, belwederczyk Ludwik Orpiszewski z żoną.
W XIX-wiecznym Słowniku geograficznym Królestwa Polskiego miejscowość wymieniona jest jako wieś leżąca w powiecie babimojskim. Liczyła w sumie 3832 morg powierzchni i dzieliła się na część wiejską, oraz folwark o nazwie Zdrogowo. Według słownika pod koniec XIX wieku miejscowość liczyła 16 domów, w których mieszkało 357 mieszkańców wyznania katolickiego. Do końca tego wieku była własnością Mielżeńskich.
Po 1900 roku Gościeszyn przeszedł na własność Zygmunta Kurnatowskiego. Wieś rycerska, własność hrabiny Marii Kurnatowskiej, położona była w 1909 roku w powiecie babimojskim rejencji poznańskiej w Wielkim Księstwie Poznańskim.

## Pałac i park
Głównym akcentem monumentalnego założenia pałacowo-parkowego w Gościeszynie jest okazały, neogotycki pałac Kurnatowskich z lat 1904–1911. Powstał on w wyniku przebudowy dworu zbudowanego po 1740 roku przez Malczewskich i rozbudowanego w drugiej połowie XIX wieku przez Mielżyńskich. Jednopiętrową bryłę urozmaicają wieże w fasadzie frontowej – w tym wieża zegarowa z tarasem widokowym. Wejście główne prowadzi przez arkadowy portyk z balkonem i kolumnową loggię na piętrze, nad którą znajduje się łaciński napis „Módl się i pracuj”. Do 2011 roku mieścił się w nim Dom Dziecka. We wnętrzu pałacu ciekawa jest posadzka z bogato zdobionych płytek fajansowych w holu, kręte schody drewniane z filarem (ozdobione rzeźbą lwa trzymającego przed sobą kartusz) i sztukaterie o motywach roślinnych i hipicznych. W bibliotece cenna jest sztukateria o motywach roślinnych i geometrycznych, a w dwukondygnacyjnej sali balowej – kamienny balkon dla orkiestry.
Przed pałacem na reprezentacyjnym dziedzińcu rośnie lipa szerokolistna o obwodzie 520 cm, rozwidlająca się na dwa konary. Po obu stronach pałacu rozmieszczono symetrycznie stajnię i ujeżdżalnię, neoklasyczne z 1913 roku. W północno-wschodnim narożniku dziedzińca stoi neogotycka oficyna z drugiej połowy XIX wieku, z wieżyczkami sześciobocznymi w narożnikach. Częściowo zachowało się murowane ogrodzenie z roku 1913, zwieńczone krenelażem, z trzema basztami, a od frontu – dorycka kolumnada z kutym ogrodzeniem na kamiennym cokole. Po bokach głównej bramy stoją dwie kolumny, które pierwotnie zdobiły rzeźby lwów wspierające łapami tarcze herbowe.
Za pałacem na powierzchni 12,52 ha rozciąga się park krajobrazowy z drugiej połowy XVIII wieku, powiększony w drugiej połowie XIX wieku i znacznie przekształcony na początku XX wieku. Rośnie w nim wiele drzew pomnikowych: platany o obwodzie do 620 cm, jesiony do 530 cm, dęby do 590 cm, wiązy do 410 cm i olsza czarna 360 cm. Park otoczony jest alejami: lipową od północy i dębowo-lipową od południa. Wzdłuż wschodniej granicy parku rośnie czterorzędowa aleja lipowa. W pobliżu, za małym stawem stoi figura Chrystusa wystawiona przez Zygmunta Kurnatowskiego ku pamięci zmarłej żony.
Na południe od pałacu położony jest folwark ze starymi zabudowaniami, m.in. gorzelnią z 1873 roku i spichrzem z drugiej połowy XIX wieku.

## Kościół św. Stanisława Biskupa
W zachodniej części wsi wznosi się kościół św. Stanisława Biskupa, kompozycyjnie powiązany z założeniem pałacowym. Zbudowany został w stylu późnobarokowym w 1778 roku z fundacji kasztelanowej santockiej Ludwiki Malczewskiej oraz jej syna Józefa Malczewskiego starosty dembińskiego. W latach 1914–1916 został rozbudowany przez Kurnatowskich. Pod prezbiterium wybudowana została krypta grobowa Kurnatowskich. Z wyposażenia na uwagę zasługują dwa ołtarze boczne, barokowo-rokokowe z około 1780 roku, barokowe rzeźby czterech Ewangelistów z około połowy XVIII wieku na ambonie, neobarokowa chrzcielnica z płaskorzeźbą dłuta Marcina Rożka oraz obraz Opłakiwanie Chrystusa z XVII/XVIII wieku.
Na ścianie zewnętrznej kościoła wmurowano dwa epitafia: ks. Józefa Kuta (1905-42) proboszcza w latach 1936–1942, zamęczonego w Dachau (w 1999 roku został ogłoszony przez papieża Jana Pawła II błogosławionym) i ks. Alfonsa Graszyńskiego (1879-1943), proboszcza w latach 1912–1936, duchowego przywódcy powstania wielkopolskiego w Wolsztyńskiem oraz tablicę poświęconą pochowanemu w kościele Krzysztofowi Żegockiemu.
Na murze obok kościoła widnieje tablica poświęcona 62 ofiarom wojny i terroru hitlerowskiego z Gościeszyna i okolic. Po przeciwnej stronie szosy znajdują się plebania, sala parafialna i organistówka z 2 połowy XIX wieku oraz szachulcowa stodoła z początku XIX wieku. Dalej przy szosie stoi na grubym cokole figura Matki Boskiej z 2 połowy XIX wieku, za którą zaczyna się aleja dębowa.

## Cmentarz
Na cmentarzu, położonym na północno-wschodnim skraju wsi przy drodze do Rakoniewic, znajduje się symboliczny grób 16 obrońców Ojczyzny z Gościeszyna i okolicznych wsi, poległych w latach 1919–1920. W 1985 roku umieszczono na nim tablicę upamiętniającą ks. Alfonsa Graszyńskiego. Ponadto są tu dwie groty z pierwszej połowy XX wieku: Matki Boskiej i Chrystusa. Przy pierwszej z nich upamiętniono ppor. Franciszka Koczorowskiego, poległego pod Warszawą 19 września 1939 roku. Przy cmentarzu murowana kostnica z początku XX wieku.
W Gościeszynie urodził się Antoni Bukowski (1812-87) działacz społeczny i narodowy. Walczył w powstaniu listopadowym, brał czynny udział w Wiośnie Ludów w Poznańskiem i w powstaniu styczniowym. Był działaczem oświatowym wśród ludności wiejskiej. Spoczywa na Cmentarzu Zasłużonych Wielkopolan w Poznaniu.

## Grodzisko

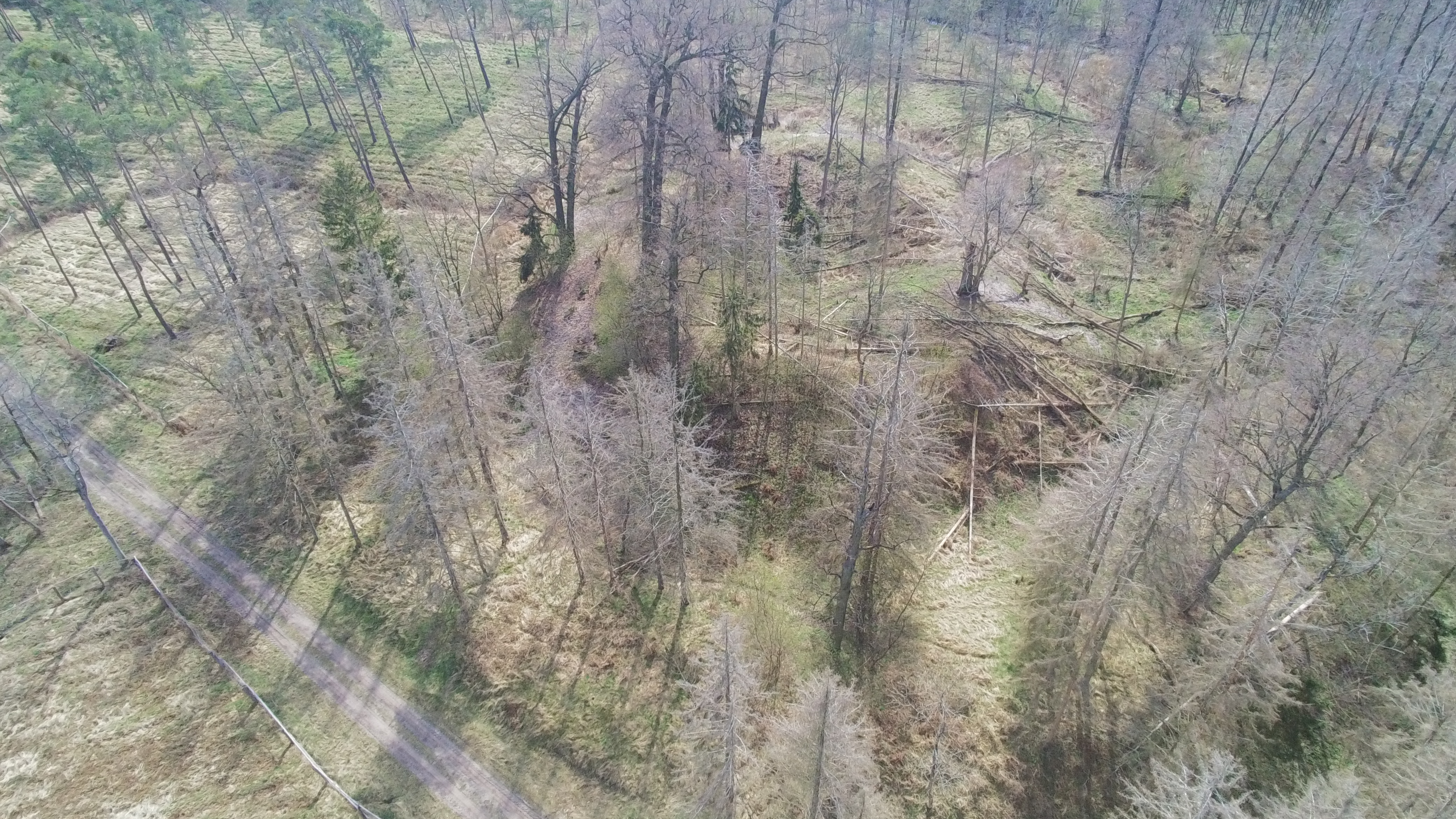
tzw. szwedzkie szańce

Trzy kilometry na południe od Gościeszyna na lewym brzegu Obrzańskiego Kanału Północnego, zachowało się w lesie grodzisko pierścieniowate o średnicy 100 m, otoczone podwójnym wysokim na 5 metrów wałem.
Z grodziskiem związane jest podanie mówiące, iż w okresie najazdu Szwedów tutejszy dziedzic okopał się w bagnach i przeniósł tam swój dobytek. Szwedzi dowiedzieli się o tym i długo szukali wśród rozległych mokradeł. Dopiero po ryku bydła rozpoznali to miejsce, lecz potonęli w bagnach wraz z końmi. Stąd miejsce to nazwano Koniotopa.